# Język mieszczerski

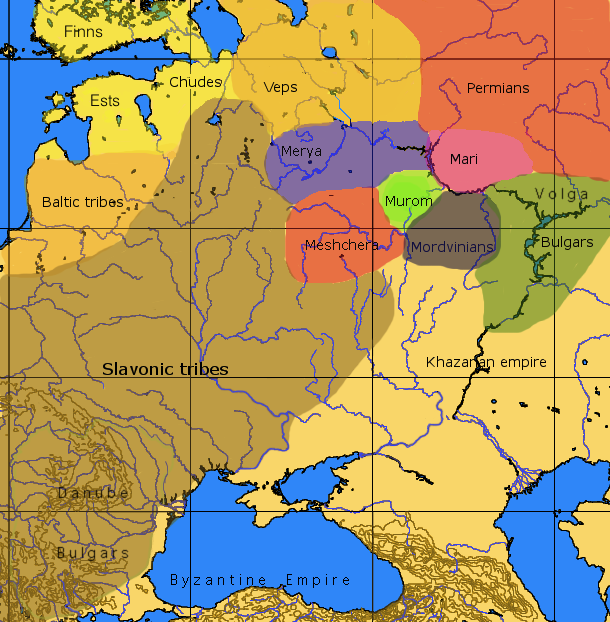
Obszar zamieszkany przez Mieszczerę zaznaczono pomarańczowo-czerwonym kolorem

Język mieszczerski – wymarły język należący do ugrofińskiej grupy językowej. Używany przez lud Mieszczeran, zamieszkujący w Średniowieczu nad brzegami średniego biegu Oki. Do dziś przetrwały jedynie toponimy. Przyjmuje się, że był blisko spokrewniony z językami Mordwy, tj. mokszańskim i erzjańskim. 